# 24 см мортира М.98
24 см мортира М.98 (нім. 24-cm-M.98-Mörser) знаходилась на озброєнні збройних сил Австро-Угорщини періоду 1-ї світової війни. Була найпотужнішою артилерійською системою фортечної артилерії до появи 1911 облогової 30,5 см мортири М.11.
Виготовлялась її модифікація М98/07, у якої захисна труба покривала весь ствол (у М.98 лише 2/3). При перевезенні на моторній тязі мортира розбиралась на лафет і ствол із захисною трубою. При кінній тязі (мін. 16 коней) вона розбиралась на ствол, верхній лафет, нижній лафет, основу нижнього лафету. Обслуга мортири складалась з 8-10 осіб.
Мортира використовувалась на полігоні Феліксдорф 1902 при стрільбах з відстані 4,5 км  для вивчення нових конструкцій оборонних споруд, засобів зв'язку, зокрема панцирних куполів 8 см гармати М.94 і 7 см швидкострільної гармати. На початок війни на озброєнні знаходилось 14 мортир М.98.